# 王众音
王众音（1915年10月—2004年12月30日），男，四川内江人，中华人民共和国政治人物，曾任山东省人民委员会副省长、山东省政协副主席，中共山东省纪律检查委员会书记。